# Comunidade Internacional de Estudantes Evangélicos
A Comunidade Internacional de Estudantes Evangélicos (em inglês:  International Fellowship of Evangelical Students ou IFES) é uma organização cristã evangélica interdenominacional que reune 180 movimentos estudantis cristãos no mundo encorajando o evangelismo. O objetivo desta organização é estabelecer movimentos locais autônomos em cada país onde exista um sistema de ensino superior. É baseado em Oxford, Reino Unido. No Brasil ela é representada pela Aliança Bíblica Universitária do Brasil.

## História
En Reino Unido, la Oxford Inter-Collegiate Christian Union, fundada en 1879, fue miembro fundador del Student Christian Movement of Great Britain (SCM) en 1892.
A Inter-Varsity Christian Fellowship, na Grã-Bretanha foi fundada em 1928, um dos membros fundadores da International Fellowship of Evangelical Students.  Este movimento foi exportado para o Canadá em 1928 e para os Estados Unidos em 1941.
O fundamento oficial ocorre em 1947 na Universidade de Harvard nos Estados Unidos com vários grupos bíblicos nacionais.
Estava presente em 180 países em 2023.

## Programas
Reuniões de grupo são realizadas a cada semana para discutir a Bíblia nas universidades. Estes grupos são evangélicos, pero no están vinculados a ninguna confesión en particular.